# Mesosa rondoni
Mesosa rondoni är en skalbaggsart. Mesosa rondoni ingår i släktet Mesosa och familjen långhorningar.

## Underarter
Arten delas in i följande underarter:
- M. r. rondoni
- M. r. paravariegata